# Polipectomia
La polipectomia è un intervento chirurgico eseguito in endoscopia durante una colonscopia. Essa prevede alla rimozione di un polipo, una protuberanza benigna con nascita nel colon che può portare allo sviluppo di un carcinoma colonrettale.
L'intervento è molto semplice, in quanto prevede all'estricazione di uno o più polipi dalla parete colica per mezzo di colonscopio, munito di attrezzature per 
svolgere l'intervento. Purtroppo, spesso i polipi non vengono diagnosticati in tempo e possono dare origini a tumori maligni.
Per questo di raccomanda di fare la colonscopia subito all'inizio dei cinquant'anni (per persone a predisposizione genetica familiare iniziare verso i vent'anni con controlli frequenti).